# Gedung Agung (Kikim Timur)
Gedung Agung is een bestuurslaag in het regentschap Lahat van de provincie Zuid-Sumatra, Indonesië. Gedung Agung telt 306 inwoners (volkstelling 2010).